# O’Connell Street

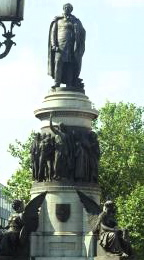
Daniel O’Connell, XIX-wieczny przywódca nacjonalistów irlandzkich, którego pomnik wyrzeźbiony przez Johna Henry Foleya, stoi na ulicy noszącej także jego imię.

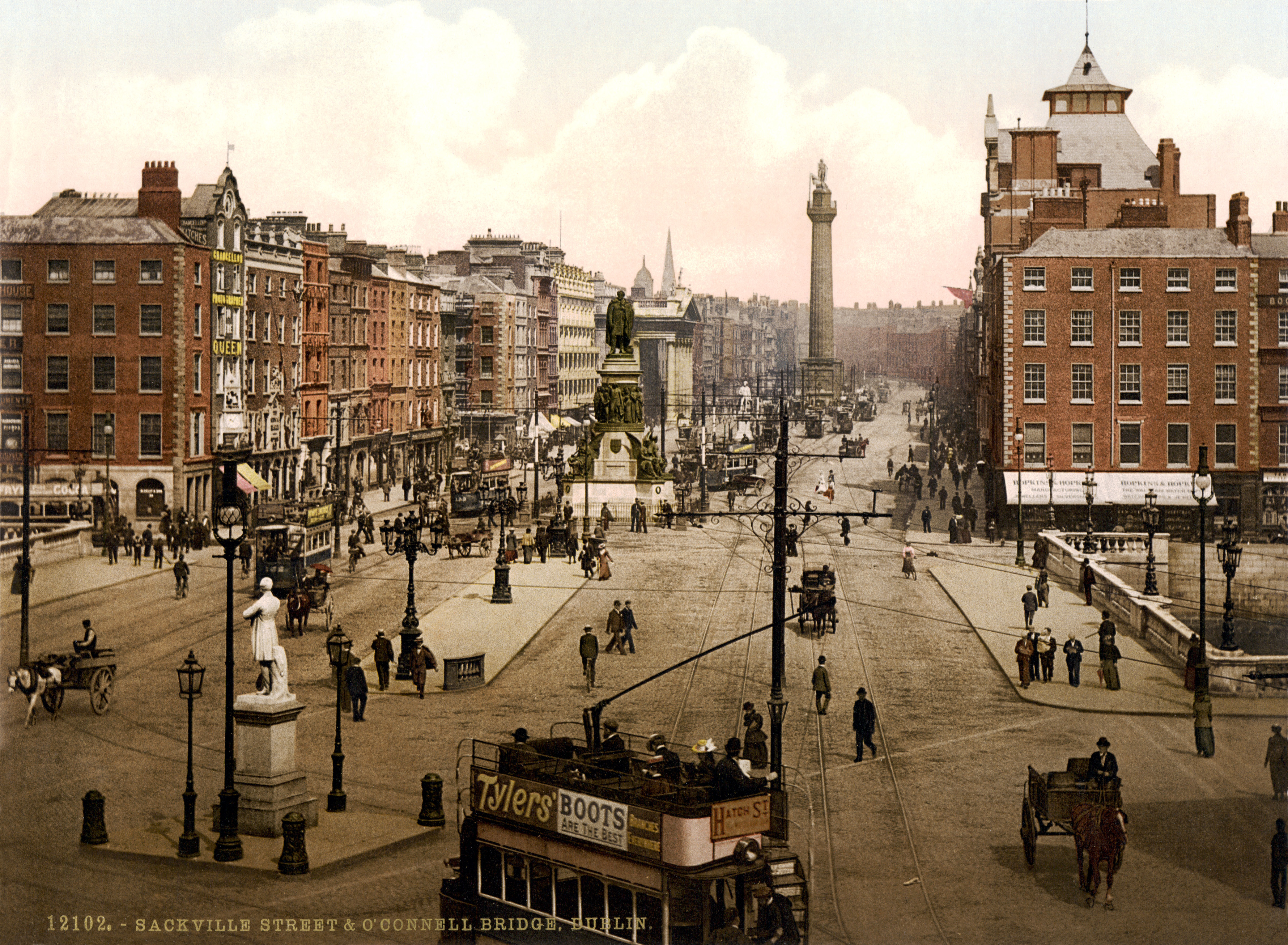
Sackville Street i O’Connell Bridge około 1899; w tle kolumna Nelsona

O’Connell Street (irl. Sráid Uí Chonaill) – jedna z najważniejszych ulic stolicy Irlandii, Dublina. Jest także jedną z najszerszych ulic w Europie, mierzy 49 m (160 ft) szerokości na południowym końcu oraz 46 m (150 ft) na północy. Jej długość to około 500 m (1650 ft).

## Historia
Położona w sercu Dublina, O’Connell Street została stworzona w XVIII wieku jako część szerokiej drogi przez centrum miasta i będącej przedłużeniem mostu Carlisle Bridge (teraz O’Connell Bridge), Westmoreland Street, College Green oraz Dame Street, kończąc się przy City Hall oraz Zamku Dublińskim.
Do roku 1924 była znana jako Sackville Street, jednakże władze, czyli Dublin City Council, przemianowały ją na cześć wybitnego irlandzkiego bohatera Daniela O’Connela, który był przywódcą irlandzkich nacjonalistów we wczesnych latach XIX wieku, a którego pomnik stoi na końcu tej ulicy twarzą skierowany w stronę mostu O’Connell Bridge. W 1966 roku została zniszczona stojąca w centrum ulicy kolumna Nelsona, na jej miejsce w 2003 wybudowano Spire of Dublin.